# Nemesis (album, Stratovarius)
Nemesis je čtrnácté studiové album power metalové skupiny Stratovarius vydané 22. února 2013 vydavatelstvím Edel AG.
Je to první album Stratovarius s novým bubeníkem Rolfem Pilvem, který roku 2012 vystřídal Jörga Michaela. Album bylo poprvé uvedeno na oficiálních stránkách kapely 24. listopadu 2012. Seznam skladeb vyšel 5. prosince 2012. Premiéra „Unbreakable“, prvního singlu alba, proběhla na YouTube; skladba byla vydána 25. ledna 2013.

## Zákulisí a nahrávání
Na albu se podílel bývalý kytarista hudební skupiny Sonata Arctica, Jani Liimatainen. S Timem Kotipeltem napsal dvě písně: "If the Story Is Over" a "Out of the Fog".
Kapela si původně chtěla k nahrání tohoto alba najmout orchestr, ale nakonec od této myšlenky upustila.
Jméno alba navrhl kytarista Matias; žena na přední straně může být podle klávesisty Johanssona spasitelka, mstitelka a nebo příčina veškeré vyobrazené zkázy.

## Seznam skladeb
| Pořadí         | Název                | Hudba                             | Text                        | Délka |
| -------------- | -------------------- | --------------------------------- | --------------------------- | ----- |
| 1.             | Abandon              | Matias Kupiainen                  | Timo Kotipelto              | 4:51  |
| 2.             | Unbreakable          | Kupiainen                         | Kupiainen, Kotipelto        | 4:37  |
| 3.             | Stand My Ground      | Kupiainen                         | Kupiainen, Kotipelto        | 4:14  |
| 4.             | Halcyon Days         | Kupiainen                         | Kotipelto                   | 5:29  |
| 5.             | Fantasy              | Porra                             | Lauri Porra                 | 4:19  |
| 6.             | Out of the Fog       | Kotipelto, Liimatainen, Kupiainen | Kotipelto, Jani Liimatainen | 6:58  |
| 7.             | Castles in the Air   | Johansson                         | Jens Johansson              | 6:02  |
| 8.             | Dragons              | Johansson                         | Johansson                   | 4:04  |
| 9.             | One Must Fall        | Kupiainen                         | Kupiainen                   | 4:27  |
| 10.            | If the Story Is Over | Liimatainen, Kotipelto            | Liimatainen                 | 6:06  |
| 11.            | Nemesis              | Kupiainen                         | Kotipelto                   | 6:33  |
| Celková délka: | Celková délka:       | Celková délka:                    | Celková délka:              | 57:40 |

## Členové a spolutvůrci
- Timo Kotipelto – zpěv
- Matias Kupiainen – kytara, mixování, produkce
- Jens Johansson – klávesy
- Rolf Pilve – bubny
- Lauri Porra – basová kytara
- Jani Liimatainen – akustická kytara, doprovodné vokály
- Joakin Jokela – pískání
- "Shark Finns" – doprovodné vokály – Susana Koski, Anna Maria Parkkinen, Anna-Maija Jalkenen, Alexa Leroux, Tipe Johnson, Hepa Waara, Ari Sievälä, James Lascelles, Dane Stefaniuk a Koop Arponen III
- Mika Jussila – mastering
- Perttu Vänskä – asistent produkce
- Kalle Keski-Orvola – asistent produkce
- Paavo Kurkela – asistent produkce
- Gyula Havancsák – vzhled alba
- Sander Nebeling – koordinace úprav a balení